# بنتلی (اکلاهما)
بنتلی (به انگلیسی: Bentley) یک منطقهٔ مسکونی در ایالات متحده آمریکا است که در شهرستان اتوکا، اکلاهما واقع شده‌است.